# Касим-Бакшей
Касим-Бакшей — крымский вельможа и дипломат.
Приезжал послом в Москву, в 1508 от хана Менгли I Герая, и привёз Василию Иоанновичу золотую шертную грамоту, в которой Менгли I Герай давал клятву за себя, за детей и внуков жить в братстве и дружбе с великим князем. Уверения эти не оправдались.